# Ван Цзолун, Пётр
Пётр Ван Цзолун (кит. 王佐隆 伯鐸, 1842, Хэбэй — 6 июля 1900, Хэбэй) — святой Римско-католической церкви, мученик.

## Биография
Пётр Ван Цзолун родился в 1842 году в селении Шуаньчжун, провинция Хэбэй. В раннем возрасте был послан на учебу в начальную католическую школу. Во время Ихэтуаньского восстания в 1899—1900 годах в Китае жестоко преследовались христиане. Пётр Ван Цзолун был схвачен повстанцами в своем родном селении. Повстанцы требовали от него отречения от христианства. Пётр Ван Цзолун не отрекся от христианства, тогда повстанцы привели его в часовню, подвесили за руки и стали сдирать с него кожу. Через некоторое время они сняли его еле живого, отнесли за пределы деревни и там убили.

## Прославление
Пётр Ван Цзолун был беатифицирован 17 апреля 1955 года римским папой Пием XII и канонизирован 1 октября 2000 года римским папой Иоанном Павлом II вместе с группой 120 китайских мучеников.
День памяти в Католической церкви — 9 июля.

## Источник
- George G. Christian OP, Augustine Zhao Rong and Companions, Martyrs of China, 2005 ,стр. 95 (англ.)